# Vera Keur
Veronica Magdalena Maria (Vera) Keur (Leiden, 14 april 1953) was van 1995 t/m 2009 omroepvoorzitter van de VARA. 

## Levensloop

### Opleiding
Ze studeerde rechten aan de Rijksuniversiteit Utrecht. Daarna werkte ze als advocaat in Amersfoort en als docent aan de School voor Journalistiek in Utrecht.

### Werk
In 1987 werd Keur jurist van het VARA-bestuur onder voorzitter Marcel van Dam. In 1995 volgde ze Van Dam op als voorzitter. Zij zette in grote lijnen het beleid van Van Dam voort, gericht op kostenbeheersing en concentratie op succesvolle presentatoren als Paul de Leeuw, Jack Spijkerman, Paul Witteman en Sonja Barend. Onder Keur ondernam de VARA in het jaar 2000 een studie naar een toekomst als commerciële omroep. Het plan wekte grote onrust, met name onder de radiomedewerkers. Hun opluchting was dan ook groot toen bleek dat het plan onhaalbaar was. In het openbaar verdedigde Keur regelmatig de hoge lonen die aan presentatoren werden uitbetaald. Zij kwam in aanvaring met Spijkerman toen deze plotseling een overstap aankondigde naar de nieuwe zender Talpa. Op 18 september 2008 werd het vertrek van Keur als voorzitter van de VARA per 1 december 2009 bekendgemaakt.
Na haar vertrek ging ze samen met haar partner Theo van Stegeren reizen. Ze verbleven bijna een jaar lang in Argentinië. Op basis van hun ervaringen schreven zij Het gedroomde land, Reis naar het hart van Argentinië. In 2020 verscheen hun roman Ze komen terug, ze komen terug, geschreven onder het pseudoniem Victor Vere. Ook publiceerden ze in Vrij Nederland over de wereldwijde klimaatverandering. In 2014 leidden deze publicaties tot een eenmalige uitzending van de De Achterkant van het Gelijk, getiteld ' Tussen Hoop en Wanhoop' en gepresenteerd door Marcel van Dam, met Vera Keur als eindredacteur en Theo van Stegeren en Carla Valentin als redacteuren.
Levinus van Looi (1925-1926) · Christiaan van Doorn (1926-1927) · Simon van der Woude (1927-1930) · Arend de Vries (1930-1946) · Klaas de Jonge (wnd, 1946-1949) · Jaap Burger (1949-1966) · Jan Broeksz (1967-1970) · André Kloos (1970-1980) · Albert van den Heuvel (1980-1985) · Marcel van Dam (1986-1995) · Vera Keur (1995-2009) · Cees Korvinus (2009-2011) · Hans Andersson (2011-2013)